# Liste de films tournés dans le département de la Côte-d'Or
Un certain nombre d'œuvres cinématographiques et télévisuelles ont été tournés dans le département de la Côte-d'Or.
Voici une liste à compléter de films, téléfilms, feuilletons télévisés, films documentaires… tournés dans le département de la Côte-d'Or, classés par commune et lieu de tournage et date de diffusion
- Haut – A
- B
- C
- D
- E
- F
- G
- H
- I
- J
- K
- L
- M
- N
- O
- P
- Q
- R
- S
- T
- U
- V
- W
- X
- Y
- Z

## A
- Haut – A
- B
- C
- D
- E
- F
- G
- H
- I
- J
- K
- L
- M
- N
- O
- P
- Q
- R
- S
- T
- U
- V
- W
- X
- Y
- Z

- Aisy-sous-Thil
  - 1938 : Jeannette Bourgogne de Jean Gourguet

- Alise-Sainte-Reine
  - 1976 : Le Grand Escogriffe de Claude Pinoteau

- Aloxe-Corton
  - 2015 : Premiers Crus de Jérôme Le Maire

- Asnières-en-Montagne
  - 1970 : Ces beaux messieurs de Bois-Doré téléfilm de Bernard Borderie (Château de Rochefort)

## B
- Haut – A
- B
- C
- D
- E
- F
- G
- H
- I
- J
- K
- L
- M
- N
- O
- P
- Q
- R
- S
- T
- U
- V
- W
- X
- Y
- Z

- Beaune
  - 1938 : Jeannette Bourgogne de Jean Gourguet[1]
  - 1952 : Ils sont dans les vignes de Robert Vernay
  - 1966 : La Grande Vadrouille de Gérard Oury
  - 1974 : Les Valseuses de Bertrand Blier
  - 1974 : Le Cri du cœur de Claude Lallemand
  - 1994 : Les Frères Gravet de René Féret
  - 2000 : Les Glaneurs et la Glaneuse de Agnès Varda
  - 2002 : Les Glaneurs et la Glaneuse, Deux ans après de Agnès Varda
  - 2007 : Roman de gare de Claude Lelouch
  - 2017 : Chacun sa vie de Claude Lelouch
  - 2017 : Ce qui nous lie de Cédric Klapisch
  - 2023 : Les Trois Mousquetaires : D'Artagnan de  Martin Bourboulon
  - 2023 : Les Trois Mousquetaires : Milady de  Martin Bourboulon (Hospices de Beaune)

- Bèze
  - 1987 : L'Insoutenable Légèreté de l'être de Philip Kaufman

- Bligny-sur-Ouche
  - 1958 : Les Amants de Louis Malle

- Bouilland
  - 1976 : Calmos de Bertrand Blier

- Braux
  - 1958 : Ni vu, ni connu de Yves Robert

- Bussy-le-Grand
  - 1970 : Ces beaux messieurs de Bois-Doré téléfilm de Bernard Borderie (Château de Bussy-Rabutin)
  - 2009 : La Reine et le Cardinal téléfilm de Marc Rivière (Château de Bussy-Rabutin)
  - 2010 : La Marquise des ombres téléfilm d'Édouard Niermans (Château de Bussy-Rabutin)

## C
- Haut – A
- B
- C
- D
- E
- F
- G
- H
- I
- J
- K
- L
- M
- N
- O
- P
- Q
- R
- S
- T
- U
- V
- W
- X
- Y
- Z

- Chassagne-Montrachet

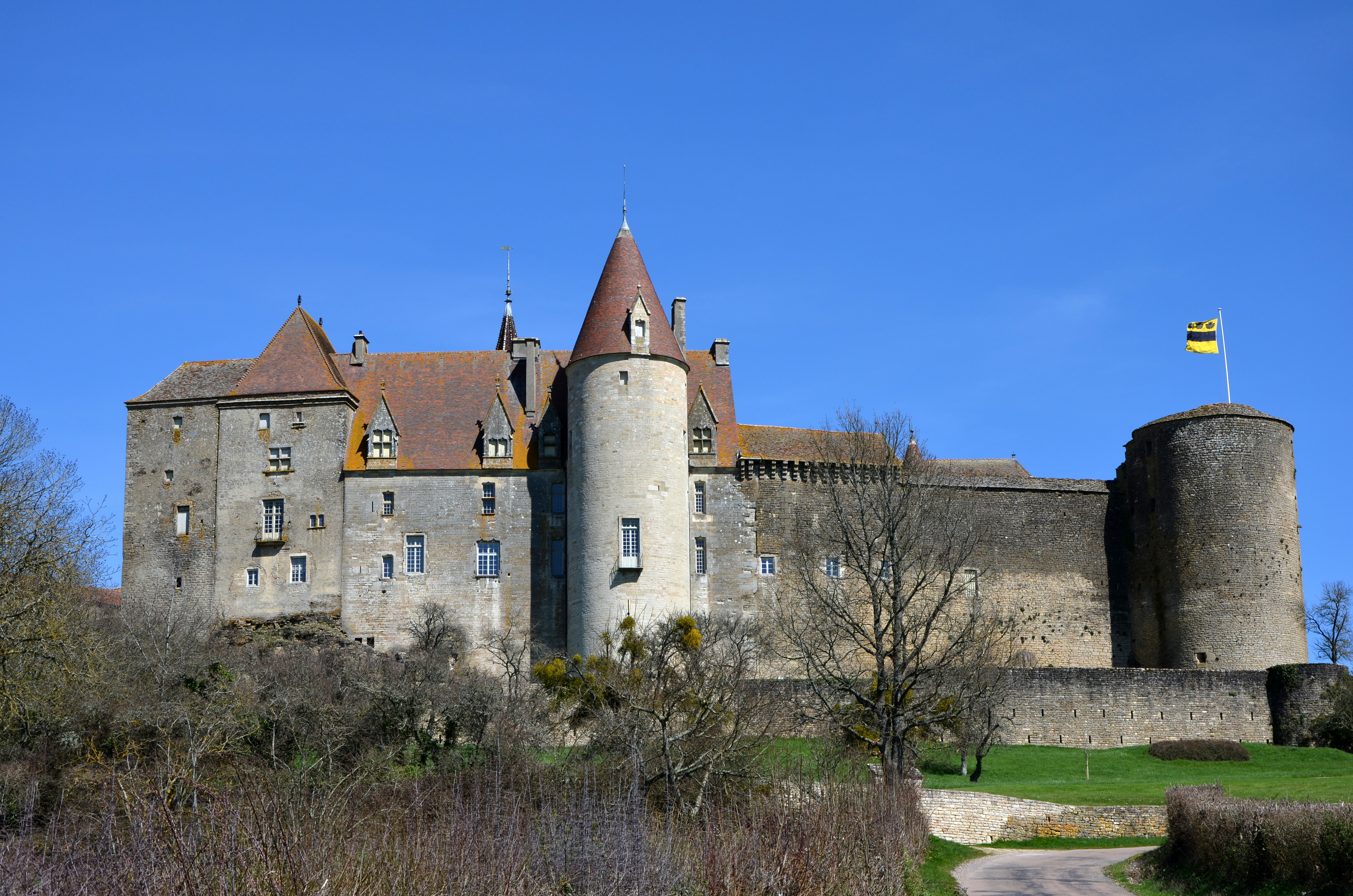
Le château de Châteauneuf-en-Auxois

  - 2017 : Ce qui nous lie de Cédric Klapisch

- Châteauneuf-en-Auxois
  - 1971 : Les Mariés de l'An II de Jean-Paul Rappeneau
  - 1974 : Les bidasses s'en vont en guerre de Claude Zidi
  - 1985 : Partir, revenir de Claude Lelouch
  - 1990 : Dames galantes de Jean-Charles Tacchella
  - 1994 : Jeanne la Pucelle de Jacques Rivette

- Châtillon-sur-Seine
  - 1976 : Le Bon et les Méchants de Claude Lelouch

- Cheuge
  - 1971 : La Veuve Couderc de Pierre Granier-Deferre

- Chorey-les-Beaune
  - 1974 : Le Cri du cœur de Claude Lallemand[2]

- Commarin
  - 2013 : Nicolas Le Floch, épisode Le Crime de l’hôtel Saint-Florentin série télévisée de Jean-François Parot

- Courcelles-lès-Semur
  - 1961 : Les Trois Mousquetaires : La Vengeance de Milady de Bernard Borderie

- Crimolois
  - 1938 : Jeannette Bourgogne de Jean Gourguet[1]

- Crugey
  - 1990 : Dames galantes de Jean-Charles Tacchella[3]

## D
- Haut – A
- B
- C
- D
- E
- F
- G
- H
- I
- J
- K
- L
- M
- N
- O
- P
- Q
- R
- S
- T
- U
- V
- W
- X
- Y
- Z

- Dijon
  - 1938 : Jeannette Bourgogne de Jean Gourguet[1]
  - 1958 : Les Amants de Louis Malle[4]
  - 1962 : Le Repos du guerrier de Roger Vadim[5]
  - 1966 : La Grande Vadrouille de Gérard Oury
  - 1966 : La Seconde Vérité de Christian-Jaque
  - 1969 : Tout peut arriver de Philippe Labro
  - 1969 : Clérambard de Yves Robert[6]
  - 1974 : Les bidasses s'en vont en guerre de Claude Zidi(Lycée Saint-Joseph)[7]
  - 1974 : Le Cri du cœur de Claude Lallemand[2]
  - 1978 : La Carapate de Gérard Oury[8]
  - 1986 : Vaudeville de Jean Marbœuf
  - 1988 : L'Étudiante de Claude Pinoteau[5],[9]
  - 1990 : Cyrano de Bergerac de Jean-Paul Rappeneau[10]
  - 1998 : Cuisine américaine de Jean-Yves Pitoun
  - 2011 : voir la mer de Patrice Leconte
  - 2012 : Dix jours en or de Nicolas Brossette

## E
- Haut – A
- B
- C
- D
- E
- F
- G
- H
- I
- J
- K
- L
- M
- N
- O
- P
- Q
- R
- S
- T
- U
- V
- W
- X
- Y
- Z

- Époisses
  - 1986 : Le Mal d'aimer de Giorgio Treves
  - 1994 : Jeanne la Pucelle de Jacques Rivette
  - 2013 : Nicolas Le Floch, épisode Le Crime de l’hôtel Saint-Florentin série télévisée de Jean-François Parot

## F
- Haut – A
- B
- C
- D
- E
- F
- G
- H
- I
- J
- K
- L
- M
- N
- O
- P
- Q
- R
- S
- T
- U
- V
- W
- X
- Y
- Z

- Flavigny-sur-Ozerain
  - 2000 : Le Chocolat de Lasse Hallström

## G
- Haut – A
- B
- C
- D
- E
- F
- G
- H
- I
- J
- K
- L
- M
- N
- O
- P
- Q
- R
- S
- T
- U
- V
- W
- X
- Y
- Z

- Gevrey-Chambertin
  - 1966 : La Grande Vadrouille de Gérard Oury

- Gomméville
  - 1976 : Le Bon et les Méchants de Claude Lelouch

- Grosbois-en-Montagne
  - 1994 : Jeanne la Pucelle de Jacques Rivette

## H
- Haut – A
- B
- C
- D
- E
- F
- G
- H
- I
- J
- K
- L
- M
- N
- O
- P
- Q
- R
- S
- T
- U
- V
- W
- X
- Y
- Z

## I
- Haut – A
- B
- C
- D
- E
- F
- G
- H
- I
- J
- K
- L
- M
- N
- O
- P
- Q
- R
- S
- T
- U
- V
- W
- X
- Y
- Z

## J
- Haut – A
- B
- C
- D
- E
- F
- G
- H
- I
- J
- K
- L
- M
- N
- O
- P
- Q
- R
- S
- T
- U
- V
- W
- X
- Y
- Z

## L
- Haut – A
- B
- C
- D
- E
- F
- G
- H
- I
- J
- K
- L
- M
- N
- O
- P
- Q
- R
- S
- T
- U
- V
- W
- X
- Y
- Z

- La Bussière-sur-Ouche
  - 1976 : Calmos de Bertrand Blier (Château de Loiserolle)

- La Rochepot
  - 1966 : La Grande Vadrouille de Gérard Oury
  - 1970 : Le Cercle rouge de Jean-Pierre Melville (Relairoute du Bel-Air)

- Lucenay-le-Duc
  - 2006 : Le Dernier des fous de Laurent Achard

- Lusigny-sur-Ouche
  - 1958 : Les Amants de Louis Malle[4]

## M
- Haut – A
- B
- C
- D
- E
- F
- G
- H
- I
- J
- K
- L
- M
- N
- O
- P
- Q
- R
- S
- T
- U
- V
- W
- X
- Y
- Z

- Magny-Saint-Médard

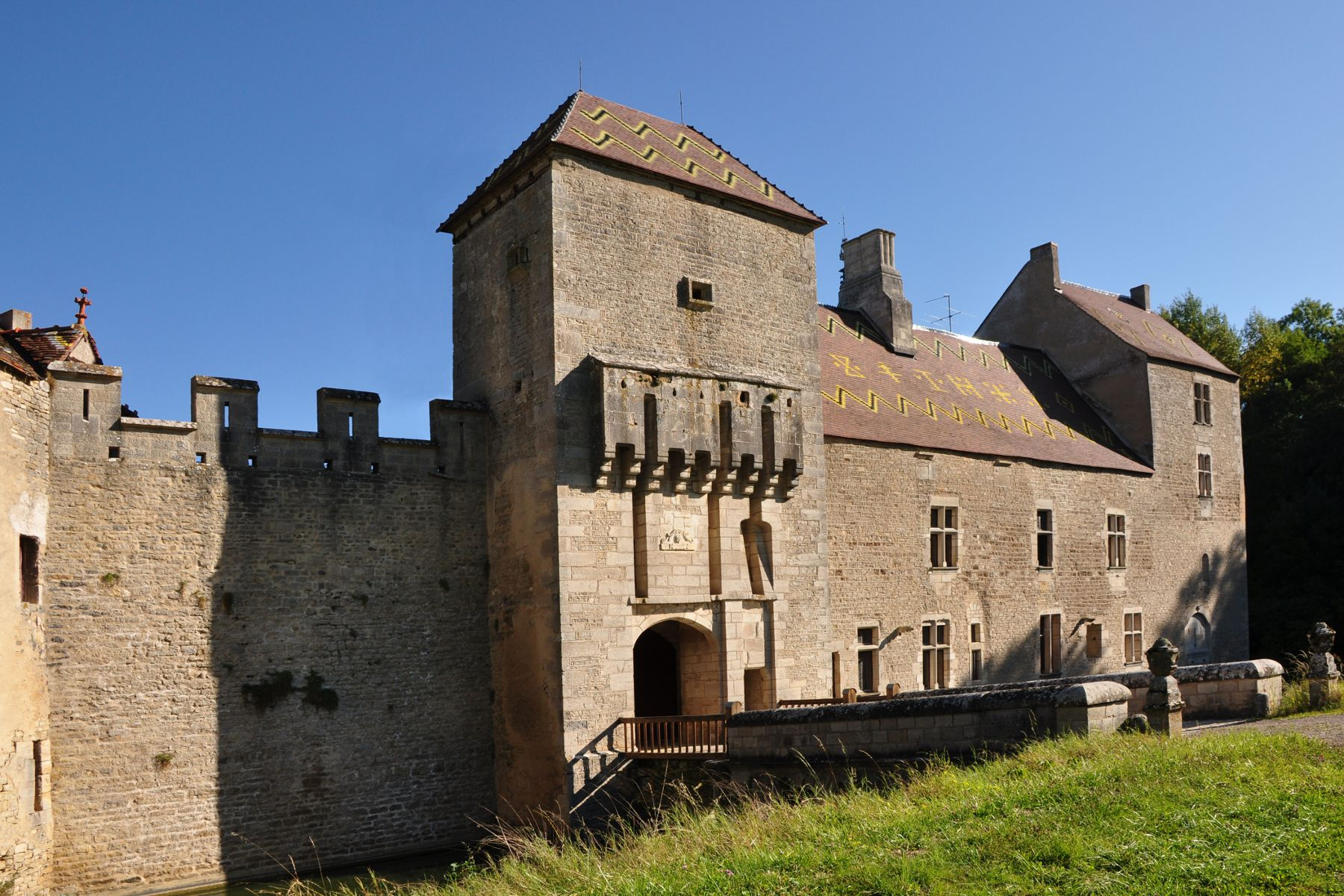
Le château de Marigny-le-Cahouët

  - 1987 : L'Insoutenable Légèreté de l'être de Philip Kaufman

- Marigny-le-Cahouët
  - 1958 : Ni vu, ni connu de Yves Robert (Château de Marigny-le-Cahouët)[11]
  - 1961 : Les Trois Mousquetaires : La Vengeance de Milady de Bernard Borderie[12]
  - 1964 : Angélique, marquise des anges de Bernard Borderie[12]
  - 1965 : Merveilleuse Angélique de Bernard Borderie[12]
  - 1966 : Angélique et le Roy de Bernard Borderie[12]
  - 1969 : Clérambard de Yves Robert

- Marmagne
  - 1961 : Les Trois Mousquetaires : Les Ferrets de la reine de Bernard Borderie[13]
  - 1961 : Les Trois Mousquetaires : La Vengeance de Milady de Bernard Borderie
  - 1964 : Angélique, marquise des anges de Bernard Borderie[14],[13]
  - 1965 : Merveilleuse Angélique de Bernard Borderie[13]
  - 1966 : Angélique et le Roy de Bernard Borderie[13]
  - 1970 : Ces beaux messieurs de Bois-Doré téléfilm de Bernard Borderie (Abbaye de Fontenay)
  - 1990 : Cyrano de Bergerac de Jean-Paul Rappeneau[13]
  - 1991 : L'Année de l'éveil de Gérard Corbiau
  - 2010 : La Marquise des ombres téléfilm d'Édouard Niermans (Abbaye de Fontenay)
  - 2011 : Les Aventures de Philibert, capitaine puceau de  Sylvain Fusée

- Meursault
  - 1966 : La Grande Vadrouille de Gérard Oury
  - 1970 : Le Cercle rouge de Jean-Pierre Melville
  - 2017 : Ce qui nous lie de Cédric Klapisch

- Molesme
  - 1982 : La Morte vivante de Jean Rollin (Abbaye de Molesme)

- Montbard
  - 1961 : Les Trois Mousquetaires : La Vengeance de Milady de Bernard Borderie
  - 1976 : Ces beaux-messieurs de Bois Doré (Bernard Borderie). Parc Buffon

- Montberthault
  - 1960 : Le Capitan d'André Hunebelle

## N
- Haut – A
- B
- C
- D
- E
- F
- G
- H
- I
- J
- K
- L
- M
- N
- O
- P
- Q
- R
- S
- T
- U
- V
- W
- X
- Y
- Z

- Nolay
  - 1952 : Ils sont dans les vignes de Robert Vernay[15]

## O
- Haut – A
- B
- C
- D
- E
- F
- G
- H
- I
- J
- K
- L
- M
- N
- O
- P
- Q
- R
- S
- T
- U
- V
- W
- X
- Y
- Z

## P
- Haut – A
- B
- C
- D
- E
- F
- G
- H
- I
- J
- K
- L
- M
- N
- O
- P
- Q
- R
- S
- T
- U
- V
- W
- X
- Y
- Z

- Pagny-le-Château
  - 1980 : L'Empreinte des géants de Robert Enrico

- Pommard
  - 2002 : Les Glaneurs et la Glaneuse, Deux ans après de Agnès Varda

- Poncey-sur-l'Ignon
  - 1976 : L'Adieu nu de Jean-Henri Meunier

- Pont-d'Ouche
  - 1974 : Les Valseuses de Bertrand Blier

- Pouilly-en-Auxois
  - 1978 : Le Passe-montagne de Jean-François Stévenin
  - 1985 : Partir, revenir de Claude Lelouch[16]

- Précy sous Thil
  - 1986 : Le Mal d'aimer de Giorgio Treves[17]

- Puligny-Montrachet
  - 2017 : Ce qui nous lie de Cédric Klapisch

## R
- Haut – A
- B
- C
- D
- E
- F
- G
- H
- I
- J
- K
- L
- M
- N
- O
- P
- Q
- R
- S
- T
- U
- V
- W
- X
- Y
- Z

- Recey-sur-Ource
  - 1973 : Le Train de Pierre Granier-Deferre

## S
- Haut – A
- B
- C
- D
- E
- F
- G
- H
- I
- J
- K
- L
- M
- N
- O
- P
- Q
- R
- S
- T
- U
- V
- W
- X
- Y
- Z

- Saint-Seine-sur-Vingeanne
  - 2010 : La Marquise des ombres téléfilm d'Édouard Niermans (Château de Rosières)

- Saulieu
  - 1997 : Berlin Niagara de Peter Sehr
  - 1998 : Une femme d'honneur: saison 1, épisode 5 'Double détente' série télévisée d'Éric Kristy[18]

- Savigny-lès-Beaune
  - 1938 : Jeannette Bourgogne de Jean Gourguet[1]
  - 1974 : Le Cri du cœur de Claude Lallemand[2]
  - 1983 : Y a-t-il un pirate sur l'antenne ? (Superflic se déchaine) de Jean-Claude Roy
  - 1995 : Les Truffes de Bernard Nauer
  - 2017 : Chacun sa vie de  Claude Lelouch

- Selongey
  - 1973 : Le Silencieux de Claude Pinoteau

- Semur-en-Auxois
  - 1948 : L'Auberge du péché de Jean de Marguenat
  - 1957 : La Route joyeuse de Gene Kelly
  - 1958 : Ni vu… Ni connu… d'Yves Robert[11]
  - 1961 : Les Trois Mousquetaires : Les Ferrets de la reine de Bernard Borderie
  - 1976 : Le Grand Escogriffe de Claude Pinoteau[19]
  - 1980 : Cinéma 16 : épisode L'homme aux chiens série TV de Bruno Gantillon
  - 1990 : Dames galantes de Jean-Charles Tacchella[3]
  - 1994 : Jeanne la Pucelle de Jacques Rivette
  - 1997 : Berlin Niagara de Peter Sehr[20]
  - 1969 : Clérambard de Yves Robert[6]
  - 2010 : La Marquise des ombres téléfilm d'Édouard Niermans (Château de Cormatin)

- Seurre
  - 1980 : L'Empreinte des géants de Robert Enrico[21]

## T
- Haut – A
- B
- C
- D
- E
- F
- G
- H
- I
- J
- K
- L
- M
- N
- O
- P
- Q
- R
- S
- T
- U
- V
- W
- X
- Y
- Z

## U
- Haut – A
- B
- C
- D
- E
- F
- G
- H
- I
- J
- K
- L
- M
- N
- O
- P
- Q
- R
- S
- T
- U
- V
- W
- X
- Y
- Z

## V
- Haut – A
- B
- C
- D
- E
- F
- G
- H
- I
- J
- K
- L
- M
- N
- O
- P
- Q
- R
- S
- T
- U
- V
- W
- X
- Y
- Z

- Veuvey-sur-Ouche

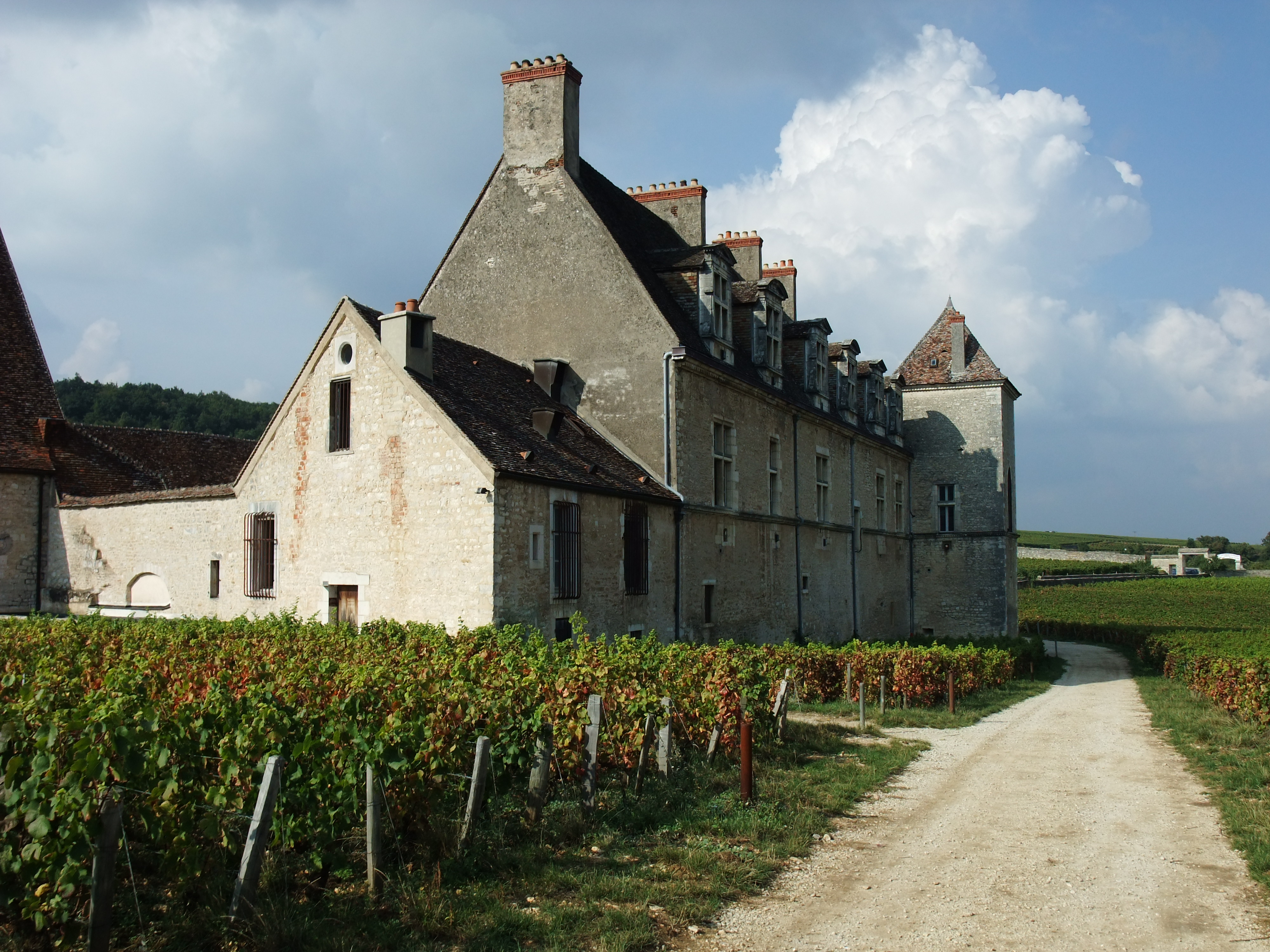
Château du Clos de Vougeot

  - 1974 : Les Valseuses de Bertrand Blier
  - 1976 : Calmos de Bertrand Blier
  - 1958 : Les Amants de  Louis Malle

- Villers-la-Faye
  - 1994 : Jeanne la Pucelle de Jacques Rivette

- Vougeot
  - 1983 : Y a-t-il un pirate sur l'antenne ? de Jean-Claude Roy
  - 2007 : Roman de gare de Claude Lelouch[22]